# Marie-Marcel Bonnaissieux
Marie-Marcel Bonnaissieux, francoski general, * 1883, † 1960.